# عبد اللطيف السملالي
عبد اللطيف السملالي (17 ديسمبر 1938، الدار البيضاء - 19 يناير 2001) هو سياسي مغربي.
كان أمينًا عامًا لحزب الاتحاد الدستوري من عام 1998 حتى وفاته، وكان أيضًا وزير الدولة للشباب والرياضة في حكومة المغرب 1981. ووزير الشباب والرياضة في حكومة المغرب 1992.

## مسيرته
خلال الستينيات، كان عبد اللطيف سملالي عضواً في الأمانة الوطنية للاتحاد الوطني للقوات الشعبية وبالموازاة مع العمل السياسي والنضالي، اشتغل ككاتب عام بفريق الرجاء الرياضي.
في الانتخابات البرلمانية لعام 1984، تم انتخابه لعضوية مجلس النواب.
بين عامي 1981 و 1983، تم تعيينه وزير الدولة للشباب والرياضة في حكومة المغرب 1981. بين عامي 1983 و 1992، أصبح وزيراً للشباب والرياضة في حكومتي العمراني الثالثة والرابعة. كما كان نائب رئيس مجلس وزراء الشباب والرياضة العرب.
في أوائل التسعينيات، تم تعيينه مديراً عاماً مسؤولاً عن ترشيح المغرب لتنظيم كأس العالم 1994 ضد الولايات المتحدة الأمريكية والبرازيل، و كأس العالم 1998 ضد فرنسا وسويسرا.
في يونيو 1997، أصبح رئيسًا للمجلس البلدي لأزمور، المدينة التي ينحدر منها، بالإضافة إلى رئيس للمجلس الإقليمي لجهة دكالة عبدة.
في مايو 1998، أصبح أمينًا عامًا للاتحاد الدستوري، الذي ظل بدون خليفة منذ وفاة المعطي بوعبيد في 3  نوفمبر 1996.
تقلد عبد اللطيف السملالي منصب رئيس لنادي الرجاء الرياضي في السبعينيات، والمدير العام للنسخة التاسعة من ألعاب البحر الأبيض المتوسط 1983، ودورة الألعاب العربية 1985، والألعاب الفرانكوفونية لعام 1989.
وكان أيضًا رئيسًا اتحاد شمال أفريقيا لكرة القدم، ونائب رئيس الجامعة الملكية المغربية لكرة القدم والاتحاد العربي لكرة القدم.
ويعتبر السملالي أيضًا عضوًا في اللجنة المنظمة لكأس العالم 1998.

## تشريفات
حصل عبد اللطيف السملالي بعد وفاته، في 17 أبريل 2004، على وسام الاستحقاق من الاتحاد الأفريقي لكرة القدم.